# Josefov

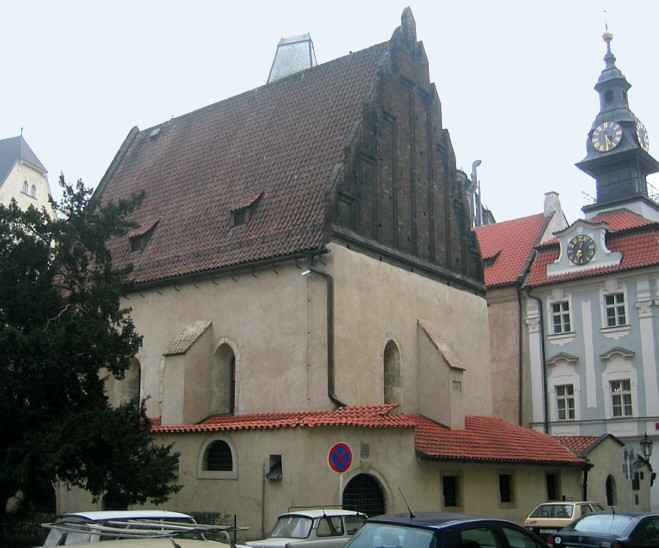
Sinagoga Velha-Nova de Praga – Gueto judeu da cidade - Josefov.

O bairro de Josefov (em alemão: Josephstadt) faz parte da Cidade Velha de Praga, República Checa e era o gueto dos judeus da cidade.
Esse bairro é frequentemente representado pela bandeira dos Judeus de Praga, uma Estrela de Davi amarela sobre um fundo vermelho.

## História
Admite-se que os judeus começaram a se instalar em Praga durante o século X. O primeiro documento escrito relatando a existência da cidade é um relato de um mercador judeu de Toledo datando dessa época. O primeiro pogrom conhecido aí ocorreu foi aquele de 1096 quando da Primeira Cruzada, depois os judeus passaram a se concentrar num bairro murado.
Em 1292, o rei Otacar II da Boêmia publicou o  Statuta Judaeorum que deu um estatuto de autonomia à comunidade judia. Em 1389, mais de 3 mil judeus foram massacrados durante a Páscoa num dos mais sanguinários pogrons contra essa comunidade.

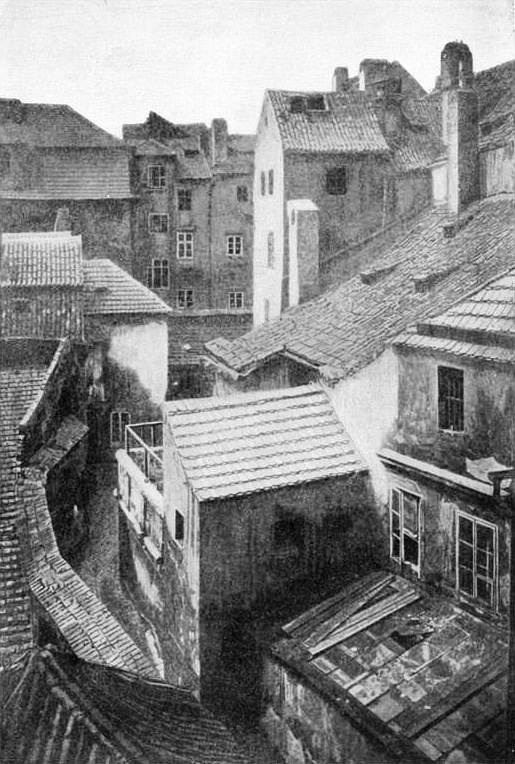
Vista de Josefov antes da reforma de Haussmann no bairro ao final do século XIX

O gueto apresentou uma grande prosperidade ao final do século XIX. Isso coincidiu com a vida de Mordecai Maisel, prefeito do bairro judeu que se tornou ministro das finanças e que fizera uma grande fortuna. Sua generosidade ajudou no desenvolvimento do bairro e se deve a ele a Sinagoga Maisel que levou seu nome.Foi nessa época que o Rabino Judá Loew ben Betzalel criou o mito do Golem.
Em 1850, o bairro judeu teve seu nome mudado para Josefstadt, em homenagem a José II, Sacro Imperador Romano-Germânico. O qual emancipou os judeus publicando o um Édito da Tolerância em 1781.

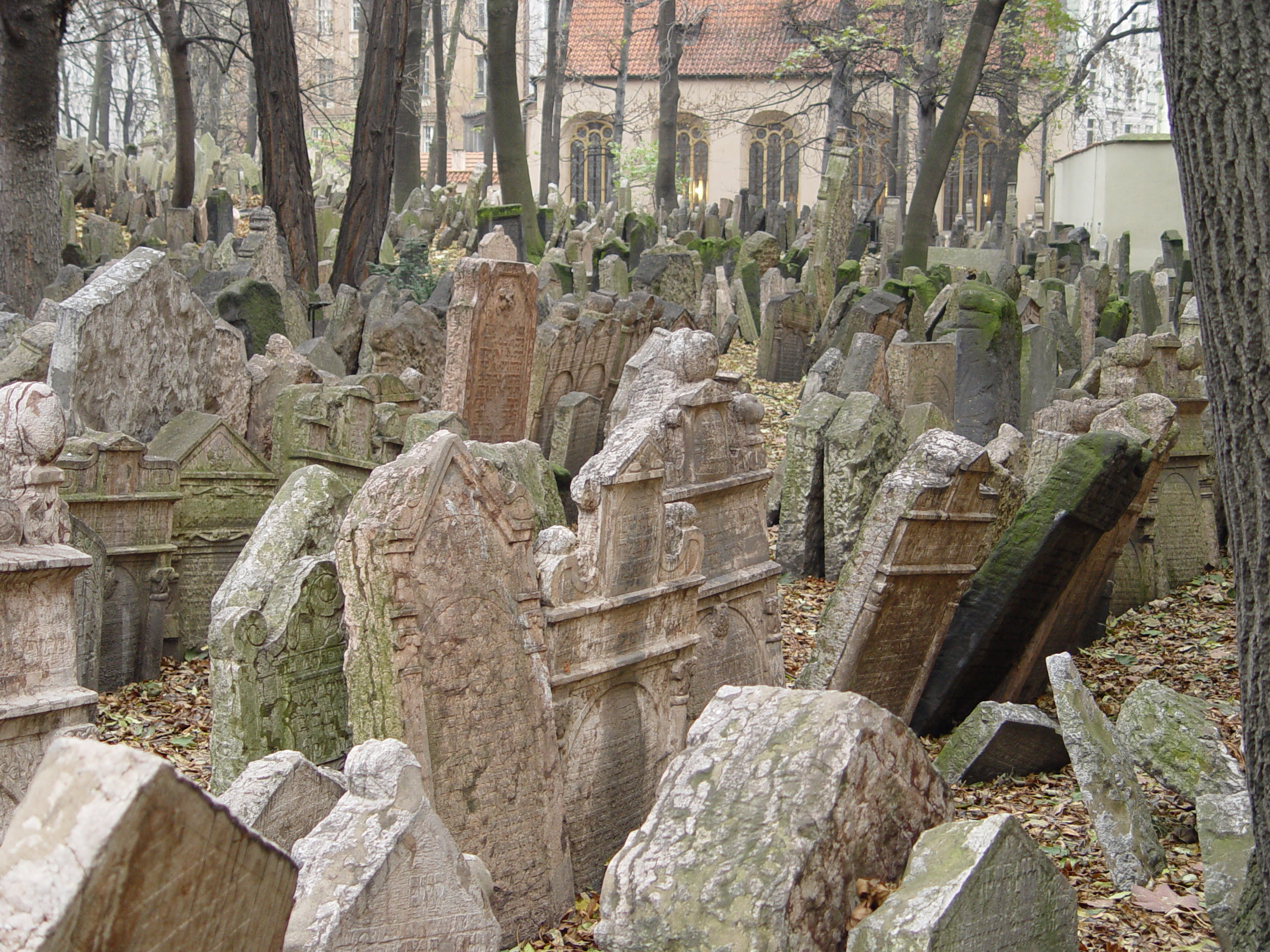
Cemitério Judeu de Praga.

Uma grande parte do bairro foi demolida entre 1893 e 1913, seguindo uma iniciativa que pretendia se inspirar no modelo parisiense de Georges-Eugène Haussmann ou Barão Haussmann para remodelar e sanear a cidade. Com essa reforma restaram do antigo bairro somente seis sinagogas, o antigo cemitério Judeus e a prefeitura do Bairro Judeu.
Spb o domínio do Terceiro Reich, os Nazistas pretenderam fazer de Josefov um museu exótico de uma raça extinta. Eles tomaram de outros locais objetos fruto de pilhagens em sinagogas de toda a Europa Central para que tais objetos ficassem aí expostos. Alguns desses itens de herança perdida formam a base das coleções do Museu Judeu de Praga.
Josefov apresenta atualmente muitos prédios modernos e muitos lamentam de que não se possa fazer uma boa ideia de como foi no passado esse local, quando no bairro viviam mais de 180 mil pessoas.

## Referência externa
- (em inglês) (em checo) Museu Judeu de Praga